# Pisenor macequece
Pisenor macequece is een spinnensoort uit de familie Barychelidae. De soort komt voor in Mozambique.